# Hodographe
Un hodographe est un diagramme donnant une représentation vectorielle des vitesses relatives instantanées en tout point d'un corps ou d'un fluide qui se déforme. On l'utilise en physique, en astronomie, en météorologie et en mathématiques. 

## Mathématique

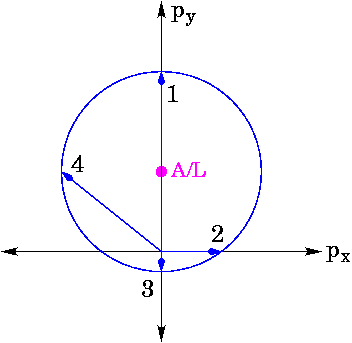
Représentation de l'hodographe du mouvement d'une planète (de trajectoire elliptique) autour du Soleil.

L'hodographe du mouvement d'un mobile ponctuel M par rapport à un point fixe O  est le lieu H des points P tels que:
{\displaystyle {\overrightarrow {OP}}={\overrightarrow {V}}}
où {\displaystyle {\overrightarrow {V}}} est le vecteur vitesse de M à l'instant t.
Ainsi dans l'image ci-contre, les quatre points (1 à 4) représentent quatre moments de l'année orbitale d'une planète à l'orbite elliptique et le cercle est sa trajectoire selon les lois de Kepler de la conservation du moment cinétique. Ces quatre points sont :
- le point (1), où la vitesse est maximale, est le périhélie ;
- le point (3), où la vitesse est minimale est l'aphélie ;
- le point (2), où la vitesse est orthogonale aux points (3) et (1) correspond à l'intersection de la trajectoire avec le petit axe de l'ellipse ;
- le point (4), un moment quelconque.

L'intersection des axes Px et Py est le point fixe O quelconque, à partir duquel l'hodographe est construit, est la position du Soleil.

## Physique
L'hodographe en physique est construit à la fois avec le plan physique et le plan de représentation des contraintes pour déterminer le champ des lignes de glissement dans un matériau qui se déforme plastiquement ou les forces qui s'exercent dans un système. 
Ainsi on l'utilise en astronomie pour représenter la trajectoire des planètes. Le vecteur reliant le Soleil à la planète étant inversement proportionnel à la vitesse et la tangente à la trajectoire, la direction de déplacement instantanée.

## Météorologie

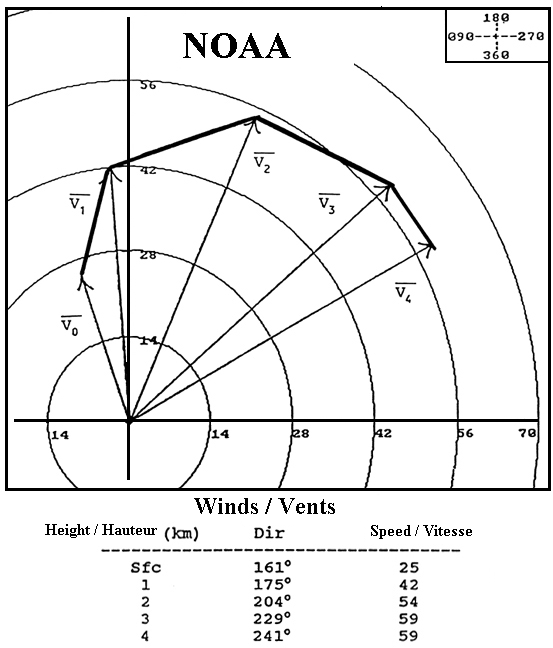
Hodographe avec les vents d'un radiosondage pointés (Source: NOAA)

L'hodographe est utilisé en météorologie pour pointer les données de vents d'un radiosondage. Il prend la forme d'un diagramme polaire où la direction est indiquée par l'angle au centre de la figure et la grandeur par la distance avec ce centre. Dans la figure à droite, on a dans la partie du bas la grandeur et la direction des vents à différentes altitudes au-dessus du sol. Ceux-ci sont pointés comme les vecteurs {\displaystyle {\vec {V}}_{0}} à {\displaystyle {\vec {V}}_{4}}. L'hodographe est donc la ligne qui joint les têtes de ces vecteurs,.
L'angle d'où vient le vent est pointé comme dans un miroir dans ce type d'hodographe. Ainsi, la partie supérieure droite de l'image montre comment on doit pointer les vecteurs (ex. un angle de 180 degrés se trouve tracé vers le haut donc les vents venant du sud se dirigent vers le nord). L'hodographe nous permet de calculer différents paramètres en conjonction avec les diagrammes thermodynamiques comme le téphigramme, :
- Cisaillement : les lignes qui relient entre elles les extrémités de ces vecteurs reflètent le changement, tant en direction qu'en grandeur, du vent avec l'altitude. Elles représentent le cisaillement des vents dans une couche de l'atmosphère. Ce dernier est important à connaître pour la prévision du développement des orages et le comportement des vents dans l'avenir.
- Turbulence : selon la valeur du cisaillement dans une couche, on peut en déduire la turbulence très importante pour l'aviation.
- Advection de température : pour savoir le changement de température à une altitude, il suffit de regarder la relation entre le vecteur du vent à ce niveau et le cisaillement entre ce niveau et celui au-dessus. En effet, le vent indique la direction d'où vient le vent et le cisaillement dans quelle direction on a un changement de masse d'air. Dans l'hémisphère nord, l'air chaud se trouve à droite du cisaillement alors que c'est l'inverse dans l'hémisphère sud (voir Vent thermique). Par exemple, dans l'image le vent {\displaystyle {\vec {V}}_{3}} vient du sud-ouest et le cisaillement est vers la droite. Donc il y aura advection d'air chaud dans cette couche de l'atmosphère : elle se réchauffera.